# Falstaff (ópera)
Falstaff é uma ópera cômica em três atos do compositor italiano Giuseppe Verdi. O libreto em italiano foi adaptado por Arrigo Boito da peça The Merry Wives of Windsor e cenas de Henrique IV, Parte 1 e Parte 2, de William Shakespeare. A obra estreou em 9 de fevereiro de 1893 no La Scala, Milão. 
Verdi escreveu Falstaff, a última de suas 26 óperas, quando se aproximava dos 80 anos. Foi sua segunda comédia, e seu terceiro trabalho baseado em uma peça de Shakespeare, depois de Macbeth e Otello. A trama gira em torno dos esforços frustrados, às vezes farsescos, do cavaleiro gordo Sir John Falstaff para seduzir duas mulheres casadas para obter acesso à riqueza de seus maridos.

Verdi estava preocupado em trabalhar em uma nova ópera em sua idade avançada, mas ele ansiava por escrever uma obra cômica e estava satisfeito com o projeto de libreto de Boito. Os colaboradores levaram três anos, a partir de meados de 1889, para serem concluídos. Embora a perspectiva de uma nova ópera de Verdi tenha despertado imenso interesse na Itália e em todo o mundo, Falstaff não provou ser tão popular quanto as obras anteriores no cânone do compositor. Após as apresentações iniciais na Itália, em outros países europeus e nos EUA, a obra foi negligenciada até que o maestro Arturo Toscanini insistiu em seu renascimento no La Scala e no Metropolitan Opera de Nova York do final da década de 1890 até o século seguinte. Alguns sentiram que a peça sofria de uma falta das melodias cheias de sangue das melhores óperas anteriores de Verdi, uma visão que Toscanini se opunha fortemente. Maestros da geração após Toscanini para defender a obra incluíram Herbert von Karajan, Georg Solti e Leonard Bernstein. A obra agora faz parte do repertório operístico padrão.
Verdi fez inúmeras mudanças na música após a primeira apresentação, e os editores encontraram dificuldade em concordar com uma partitura definitiva. O trabalho foi gravado pela primeira vez em 1932 e, posteriormente, recebeu muitas gravações de estúdio e ao vivo. Cantores intimamente associados com o papel-título incluem Victor Maurel (o primeiro Falstaff), Mariano Stabile, Giuseppe Valdengo, Tito Gobbi, Geraint Evans, Bryn Terfel e Ambrogio Maestri.

## Sinopse
Tempo: O reinado de Henrique IV, 1399 a 1413
Localização: Windsor, England

### Ato 1
Um quarto no Garter Inn
Falstaff e seus criados, Bardolfo e Pistola, estão bebendo na pousada. Caio entra em cena e acusa Falstaff de assaltar sua casa e Bardolfo de pegar no bolso. Falstaff ri dele; Ele sai, prometendo apenas ir beber com companheiros honestos e sóbrios no futuro. Quando o estalajadeiro apresenta uma conta para o vinho, Falstaff diz a Bardolfo e Pistola que ele precisa de mais dinheiro, e planeja obtê-lo seduzindo as esposas de dois homens ricos, um dos quais é Ford. Falstaff entrega a Bardolfo uma carta de amor a uma das esposas (Alice Ford), e entrega a Pistola uma carta idêntica endereçada à outra (Meg). Bardolfo e Pistola se recusam a entregar as cartas, alegando que a honra os impede de obedecê-lo. Falstaff perde a paciência e vocifera contra eles, dizendo que "honra" não passa de uma palavra, sem significado (Monólogo: "L'onore! Ladri...!" / "Honra! Vocês malandros...!") Brandindo uma vassoura, ele os persegue fora de vista.
Jardim de Ford
Alice e Meg receberam as cartas de Falstaff. Eles os comparam, veem que são idênticos e, junto com Mistress Quickly e Nannetta Ford, resolvem punir Falstaff. Enquanto isso, Bardolfo e Pistola avisam Ford sobre o plano de Falstaff. Ford resolve se disfarçar e visitar Falstaff e montar uma armadilha para ele.
Um jovem e bonito sujeito chamado Fenton está apaixonado pela filha de Ford, Nannetta, mas Ford quer que ela se case com o Dr. Caius, que é rico e respeitado. Fenton e Nannetta desfrutam de um momento de privacidade, mas são interrompidos pelo retorno de Alice, Meg e Mistress Quickly. O ato termina com um conjunto em que as mulheres e os homens planejam separadamente vingança contra Falstaff, as mulheres alegremente antecipando uma brincadeira agradável, enquanto os homens murmuram com raiva ameaças terríveis.

### Ato 2
Um quarto no Garter Inn

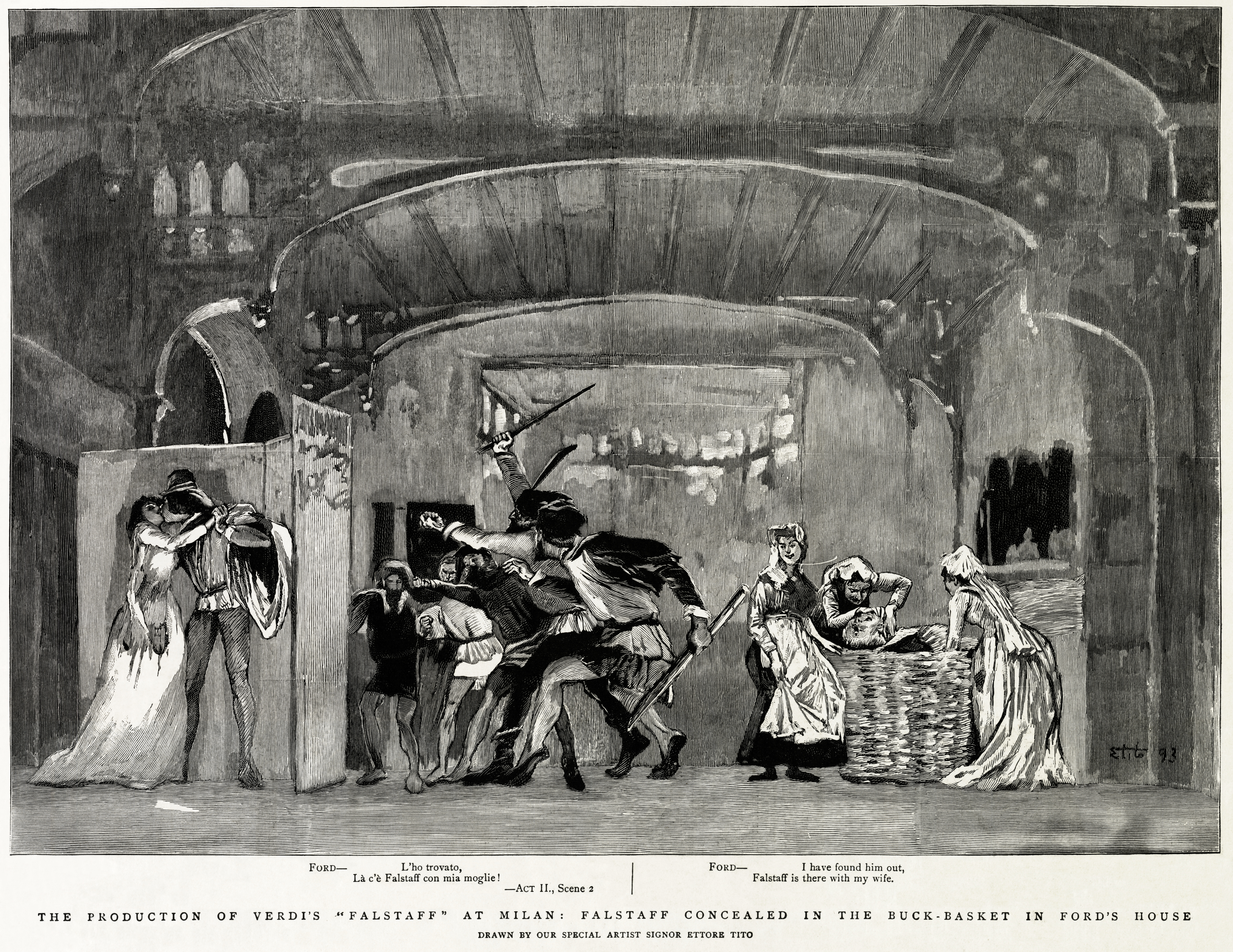
Gravura de Ettore Tito do ato 2, cena 2, da produção original. Ford e os criados se arrastam em direção a Fenton e Nannetta, que eles acham que são Falstaff e Alice, atrás da tela, enquanto as mulheres sufocam Falstaff no cesto de roupas.

Falstaff está sozinho na pousada. Bardolfo e Pistola, agora a soldo de Ford, entram e imploram a Falstaff que permita que eles voltem a entrar em seu serviço, secretamente planejando espioná-lo para Ford. Mistress Rapidamente entra e diz a ele que Alice está apaixonada por ele e ficará sozinha na casa de Ford naquela tarde, das duas horas às três horas, hora certa para um encontro amoroso. Falstaff comemora seu potencial sucesso ("Va, vecchio John" / "Vá, velho Jack, siga seu próprio caminho").
Ford chega, disfarçado de um estranho rico, usando o nome falso "Signor Fontana". Ele diz a Falstaff que está apaixonado por Alice, mas ela é virtuosa demais para entretê-lo. Ele se oferece para pagar Falstaff para usar seu título impressionante e (supostos) encantos para seduzi-la para longe de suas convicções virtuosas, após o que ele ("Fontana") poderia ter uma chance melhor de seduzi-la. Falstaff, encantado com a perspectiva de ser pago para seduzir a mulher rica e bonita, concorda e revela que já tem um encontro marcado com Alice para duas horas – a hora em que Ford está sempre ausente de casa. Ford é consumido por ciúmes, mas esconde seus sentimentos. Falstaff se retira para um quarto privado para se transformar em suas melhores roupas, e Ford, deixado sozinho, reflete sobre o mal de um casamento incerto e promete se vingar ("È sogno o realtà?" / "É um sonho ou realidade?"). Quando Falstaff retorna em sua refinaria, eles saem juntos com elaboradas demonstrações de cortesia mútua.
Um quarto na casa de Ford
As três mulheres traçam sua estratégia ("Gaie Comari di Windsor" / "Boas esposas de Windsor, chegou a hora!"). Alice percebe que Nannetta está muito infeliz e ansiosa para compartilhar sua expectativa alegre. Isso porque Ford planeja casá-la com o Dr. Caius, um homem com idade suficiente para ser seu avô; As mulheres tranquilizam-na dizendo que vão impedir. Mistress Rapidamente anuncia a chegada de Falstaff, e Mistress Ford tem uma grande cesta de roupa e uma tela colocada em prontidão. Falstaff tenta seduzir Alice com contos de sua juventude passada e glória ("Quand'ero paggio del Duca di Norfolk" / "Quando eu era pág. para o Duque de Norfolk eu era magro"). Mistress rapidamente entra, gritando que Ford voltou para casa inesperadamente com uma comitiva de capangas para pegar o amante de sua esposa. Falstaff se esconde primeiro atrás da tela, mas percebe que Ford provavelmente o procurará lá. As mulheres pedem que ele se esconda no cesto de roupas, o que ele faz. Enquanto isso, Fenton e Nannetta se escondem atrás da tela para mais um momento de privacidade. Ford e seus homens invadem e procuram Falstaff, e ouvem o som de Fenton e Nannetta se beijando atrás da tela. Eles assumem que é Falstaff com Alice, mas em vez disso, eles encontram os jovens amantes. Ford ordena que Fenton saia. Mal apertado e quase sufocando no cesto da lavanderia, Falstaff geme de desconforto enquanto os homens retomam a busca pela casa. Alice ordena que seus servos joguem o cesto de roupa pela janela no rio Tâmisa, onde Falstaff suporta as vaias da multidão. Ford, vendo que Alice nunca teve a intenção de traí-lo, sorri feliz.

### Ato 3
Antes da pousada

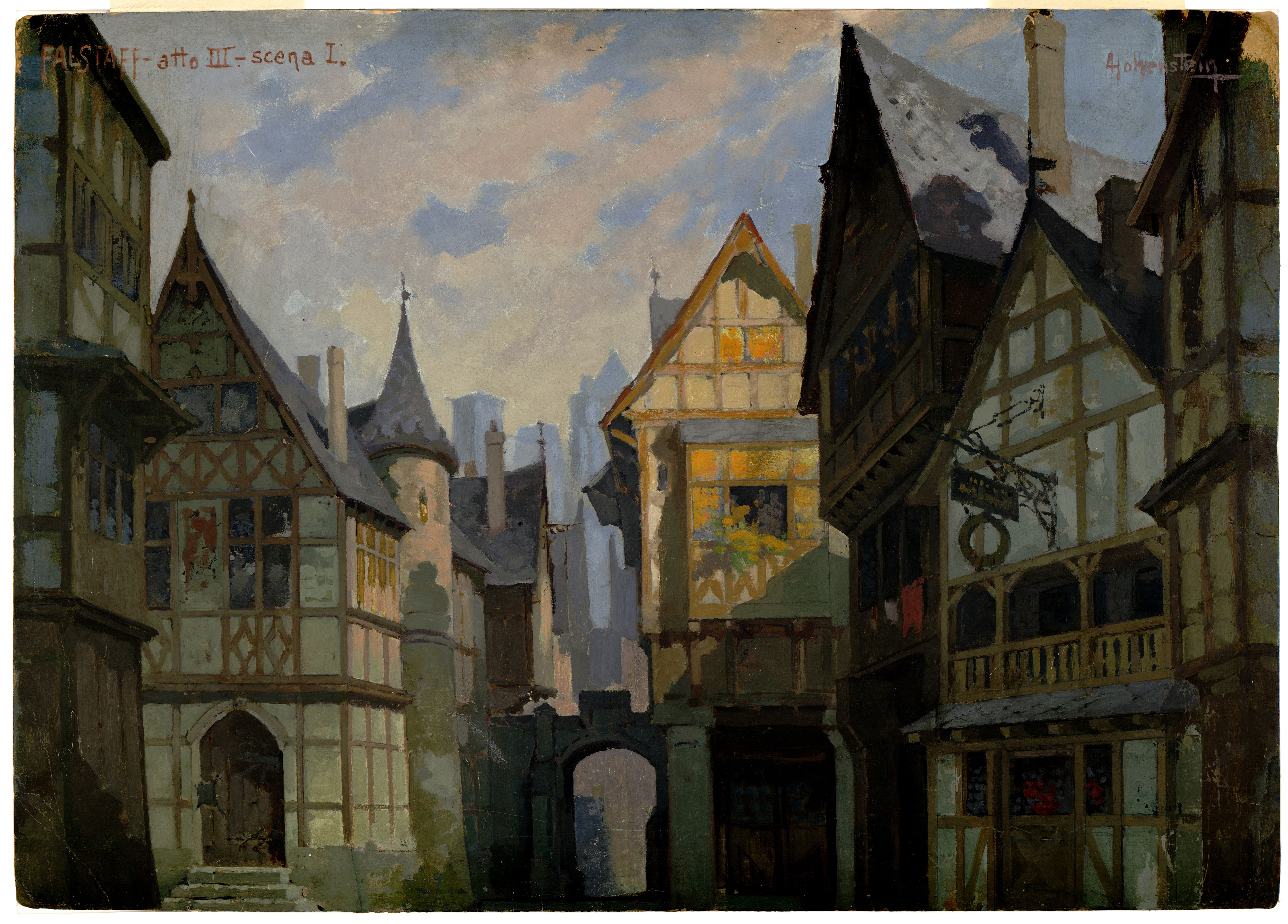
Un piazzale, a destra l'esterno dell'Osteria della Giarrettiera, cenografia para Falstaff ato 3 cena 1 (1893).

Falstaff, frio e desanimado, amaldiçoa alegremente o triste estado do mundo. Um pouco de vinho quente logo melhora seu humor. Mistress Rapidamente chega e entrega outro convite para conhecer Alice. Falstaff a princípio não quer nada com isso, mas ela o convence. Ele deve encontrar Alice à meia-noite no Herne's Oak no Windsor Great Park vestido como o fantasma de Herne, o Caçador que, de acordo com a superstição local, assombra a área perto da árvore, e aparece lá à meia-noite com um grupo de espíritos sobrenaturais. Ele e a amante entram rapidamente na pousada. Ford percebeu seu erro ao suspeitar de sua esposa, e eles e seus aliados têm assistido secretamente. Eles agora inventam um plano para o castigo de Falstaff: vestidos como criaturas sobrenaturais, eles vão emboscá-lo e atormentá-lo à meia-noite. Ford afasta o Dr. Caio e propõe em particular um plano separado para casá-lo com Nannetta: Nannetta estará disfarçada de Rainha das Fadas, Caio usará uma fantasia de monge e Ford se juntará aos dois com uma bênção nupcial. Mistress Rapidamente ouve e silenciosamente promete frustrar o esquema de Ford.
Herne's Oak no Parque Windsor em uma meia-noite ao luar
Fenton chega ao carvalho e canta a sua felicidade ("Dal labbro il canto estasiato vola" / "Dos meus lábios, uma canção de moscas de êxtase") terminando com "Os lábios que são beijados não perdem o fascínio". Nannetta entra para terminar a linha com "De fato, eles renovam, como a lua". As mulheres chegam e disfarçam Fenton como um monge, dizendo-lhe que combinaram de estragar os planos de Ford e Caius. Nannetta, como a Rainha das Fadas, instrui seus ajudantes ("Sul fil d'un soffio etesio" / "No sopro de uma brisa perfumada, voe, espíritos ágeis") antes que todos os personagens cheguem à cena. A cena de tentativa de amor de Falstaff com Alice é interrompida pelo anúncio de que as bruxas estão se aproximando, e os homens, disfarçados de elfos e fadas, detonam Falstaff. No meio da surra, ele reconhece Bardolfo disfarçado. A piada acabou, e Falstaff reconhece que recebeu o que lhe era devido. Ford anuncia que um casamento vai acontecer. Entra Caio e a Rainha das Fadas. Um segundo casal, também de máscara, pede a Ford que entregue a mesma bênção para eles também. Ford conduz a cerimônia dupla. Caio descobre que, em vez de Nannetta, sua noiva é o disfarçado Bardolfo, e Ford involuntariamente abençoou o casamento de Fenton e Nannetta. Ford aceita o fato consumado com boa graça. Falstaff, satisfeito por não se achar o único burro, proclama que todo o mundo é loucura, e todos são figuras de diversão ("Tutto nel mondo è burla ... Tutti gabbati... Ma ride ben chi ride La risata final." / "Tudo no mundo é uma brincadeira... mas ri bem quem ri da gargalhada final"). Toda a companhia repete sua proclamação em uma exuberante fuga a dez vozes.

## Música e drama
Verdi marcou Falstaff para três flautas (terceira dobrando piccolo), dois oboés, trompa inglesa, dois clarinetes, clarinete baixo, dois fagotes, quatro trompas, três trompetes, quatro trombones, tímpanos, percussão (triângulo, pratos, bombo), harpa e cordas. Além disso, um violão, trompa natural e sino são ouvidos de fora do palco. Ao contrário da maioria das partituras operísticas anteriores de Verdi, Falstaff é composto por completo. Nenhuma lista de números é impressa na partitura completa publicada. A partitura difere de grande parte do trabalho anterior de Verdi por não ter abertura: há sete compassos para a orquestra antes da primeira voz (Dr. Caius) entrar. O crítico Rodney Milnes comenta que "o prazer ... brilha de cada barra em seu irresistível impulso para frente, sua melodia sem esforço, sua vitalidade rítmica e certeza de ritmo dramático e construção." No The New Grove Dictionary of Opera, Roger Parker escreve que:
O ouvinte é bombardeado por uma impressionante diversidade de ritmos, texturas orquestrais, motivos melódicos e dispositivos harmônicos. Passagens que em tempos anteriores teriam fornecido material para um número inteiro aqui se amontoam umas nas outras, colocando-se sem cerimônia à frente em sucessão desconcertante. 
A ópera foi descrita por seus criadores como uma commedia lirica. McDonald comentou em 2009 que Falstaff é muito diferente – uma mudança estilística – do trabalho anterior de Verdi. Na visão de McDonald's, a maior parte da expressão musical está no diálogo, e há apenas uma ária tradicional. O resultado é que "tal economia estilística – mais sofisticada, mais desafiadora do que ele havia empregado antes – é a tônica do trabalho". McDonald argumenta que, consciente ou inconscientemente, Verdi estava desenvolvendo a linguagem que viria a dominar a música do século 20: "o lirismo é abreviado, olhado em vez de indulgente. As melodias florescem de repente e depois desaparecem, substituídas por um ritmo contrastante ou uma frase inesperada que introduz outro personagem ou ideia". Na visão de McDonald, a escrita orquestral atua como um sofisticado comentarista sobre a ação. Ela influenciou pelo menos um dos sucessores operísticos de Verdi: em 1952, Imogen Holst, assistente musical de Benjamin Britten, escreveu, após uma apresentação de Falstaff: "Eu percebi pela primeira vez o quanto Ben deve a [Verdi]. Há pedaços orquestrais que são tão engraçados de ouvir quanto os pedaços instrumentais cômicos em A. Herring!".
A extensão em que Falstaff é uma ópera "shakespeariana" tem sido frequentemente debatida pelos críticos. Embora a ação seja tirada de The Merry Wives of Windsor, alguns comentaristas acham que Boito e Verdi transmutaram a peça de Shakespeare em uma obra totalmente italiana. A soprano Elisabeth Schwarzkopf acreditava que não havia nada de inglês ou shakespeariano na comédia: "tudo foi feito através da música". Em 1961, Peter Heyworth escreveu no The Observer: "Por causa de Shakespeare, gostamos de pensar em Falstaff como uma obra que tem um certo inglês. Na verdade, a ópera não é mais inglesa do que Aida é egípcia. Boito e Verdi transformaram o cavaleiro gordo em um dos arquétipos da ópera bufa." O próprio Verdi, no entanto, sentiu que o Falstaff da ópera não é um personagem buffo italiano convencional, mas retrata o Falstaff mais completo e ambíguo de Shakespeare das peças de Henrique IV: "Meu Falstaff não é meramente o herói de As Alegres Esposas de Windsor, que é simplesmente um bufão, e se permite ser enganado pelas mulheres, mas também o Falstaff das duas partes de Henrique IV. Boito escreveu o libreto de acordo". Um crítico contemporâneo argumentou que o texto "imitava com maravilhosa precisão a métrica e o ritmo do verso de Shakespeare", mas Hepokoski observa o uso de Boito das convenções métricas italianas tradicionais.

Outra questão recorrente é o quanto, se é que Verdi foi influenciado pela ópera cômica Die Meistersinger, de Wagner. Na época da estreia, esse era um assunto sensível; muitos italianos desconfiavam ou eram hostis à música de Wagner, e protegiam de forma nacionalista a reputação de Verdi. No entanto, o novo estilo de Verdi era marcadamente diferente daquele de suas obras populares das décadas de 1850 e 1860, e parecia a alguns ter ecos wagnerianos. Em 1999, o crítico Andrew Porter escreveu: "Que Falstaff foi a resposta de Verdi e Boito ao Meistersinger de Wagner parece evidente agora. Mas o italiano Falstaff se move mais rapidamente." Toscanini, que fez mais do que ninguém para trazer Falstaff para o repertório operístico regular, comentou:
a diferença entre Falstaff, que é a obra-prima absoluta, e Die Meistersinger, que é uma excelente ópera wagneriana. Basta pensar por um momento em quantos meios musicais – bonitos, certamente – Wagner deve usar para descrever a noite de Nuremberg. E veja como Verdi obtém um efeito igualmente surpreendente em um momento semelhante com três notas.

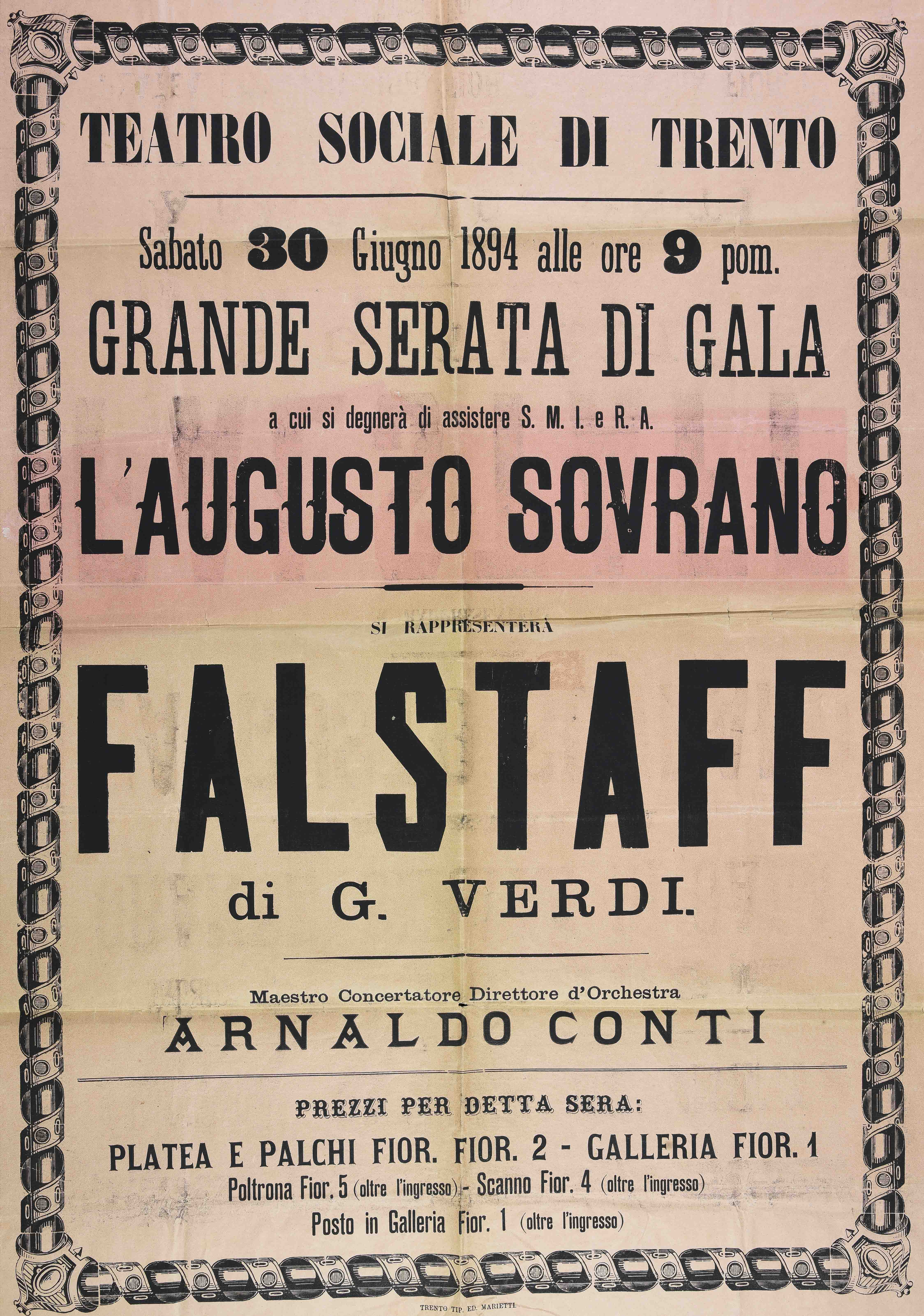
"Falstaff" em uma peça de teatro, preservada na Biblioteca Municipal de Trento

Estudiosos de Verdi, incluindo Julian Budden, analisaram a música em termos sinfônicos – a seção de abertura "um pequeno movimento de sonata perfeito", o segundo ato concluindo com uma variante do clássico conjunto concertante lento levando a um stretto rápido, e toda a ópera terminando com "a mais acadêmica das formas musicais", uma fuga. Milnes sugere que isso mostra "a advertência de um velho conservador sábio sobre os excessos da escola de verismo da ópera italiana" já em ascensão na década de 1890.76 Entre os números solo tecidos na partitura contínua estão o monólogo de "honra" de Falstaff, que conclui a primeira cena, e sua arietta reminiscente ("Quand'ero paggio") sobre si mesmo quando jovem. Os jovens amantes, Nannetta e Fenton, recebem um dueto lírico e lúdico ("Labbra di foco") no ato 1; no ato 3, a apaixonada canção de amor de Fenton, "Dal labbro il canto estasiato vola" torna-se brevemente um dueto quando Nannetta se junta a ele. Ela então tem a última seção solo substancial da partitura, a ária "fada", "Sul fil d'un soffio etesio", descrita por Parker como "mais uma ária impregnada com as cores orquestrais suaves que caracterizam esta cena".
A trilha sonora é vista pelo crítico Richard Osborne como rica em autoparódia, com temas sinistros de Rigoletto e Un ballo in maschera transmutados em comédia. Para Osborne, a música noturna do ato 3 se baseia nos exemplos de Weber, Berlioz e Mendelssohn, criando um clima semelhante ao de A Midsummer Night's Dream, de Shakespeare. Osborne vê toda a ópera como uma peça de conjunto, e ele comenta que o grande solilóquio no velho estilo verdiano é reservado para a ária de "ciúme" de Ford no ato 2, que é quase trágica no estilo, mas cômica na verdade, tornando Ford "uma figura para ser ridicularizada". Osborne conclui sua análise, "Falstaff é o apogeu musical da comédia: a melhor ópera, inspirada no melhor dramaturgo, pelo melhor compositor de ópera que o mundo conheceu".

## Personagens
| Personagem                                  | Voz           | Primeiro elenco, 9 Fevereiro 1893 (Regente: Edoardo Mascheroni) |
| Sir John Falstaff, um cavaleiro muito gordo | Barítono      | Victor Maurel                                                   |
| Ford, um homem rico                         | Barítono      | Antonio Pini-Corsi                                              |
| Alice Ford, sua esposa                      | Soprano       | Emma Zilli                                                      |
| Nannetta, filha de Ford e Alice             | Soprano       | Adelina Stehle                                                  |
| Meg Page                                    | Mezzo-soprano | Virginia Guerrini                                               |
| Mrs. Quickly                                | Mezzo-soprano | Giuseppina Pasqua                                               |
| Fenton, apaixonado por Nannetta             | Tenor         | Edoardo Garbin                                                  |
| Dr. Caius                                   | Tenor         | Giovanni Paroli                                                 |
| Bardolfo, criado de Falstaff                | Tenor         | Paolo Pelagelli-Rossetti                                        |
| Pistola, criado de Falstaff                 | Baixo         | Vittorio Arimondi                                               |